# 龐貝劇場
龐貝劇場（拉丁語：Theatrum Pompeium）是古羅馬時期的一座建築，修建於羅馬共和國後期，於西元前61年開工，西元前55年竣工，修建耗時7年。龐貝劇場是羅馬第一個永久性劇場，也曾長期是世界最大的劇場，更成為之後眾多劇場的原型。中世紀之後，龐貝劇場逐漸被拆除，其石材被用來建設其他建築。
巨大的柱廊环绕着一片广阔的花园，花园内遍布喷泉和雕像。沿着拱廊延伸的房间，专门用于展示庞培在征战期间收集的艺术品和其他藏品。花园的另一端是庞培的元老院，用于召开政治会议。元老院经常使用这座建筑以及一些满足其正式会议需求的神庙和大厅。元老院因公元前44年3月15日 在元老院会议期间尤利乌斯·凯撒被布鲁图斯和卡西乌斯刺杀而臭名昭著。

## 名字

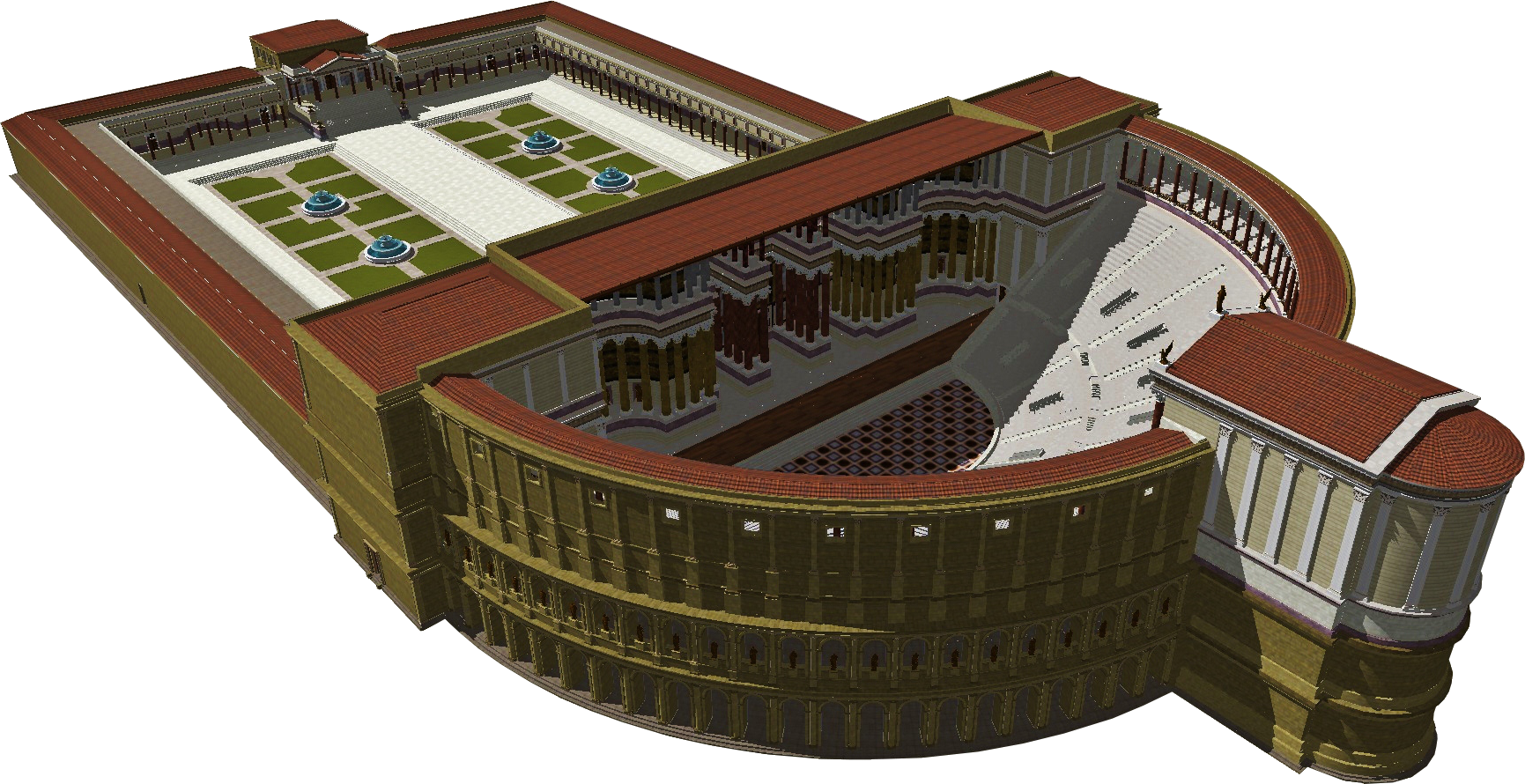
龐貝劇場

庞贝剧院有多个拉丁语名称。最常见的名称是“庞贝剧院”（ Theatrum Pompeii ），但它也被称为Theatrum Pompeianum、Theatrum Marmoreum、或简称为剧院（Theatrum）。因为它“一直是罗马最重要的剧院”。

## 历史

### 起源
庞培出资建造这座剧院是为了在他第二次担任执政官期间获得政治声望。根据普鲁塔克的说法，庞培的灵感来自于他在公元前 62 年参观米蒂利尼的一座希腊剧院。 然而，这很可能是错误的，因为米蒂利尼的剧院应该建在山坡上，而且与庞培的剧院不同，米蒂利尼没有舞台。如果说有什么灵感来自于那里的剧院，那么它一定被大量修改或丢弃，因为罗马的城市地理条件使得这样的项目不适应。剧院始建于公元前 61 年左右。
在建造这座剧场之前，永久性的石头剧场是被禁止的，为了回避这个问题，庞培下令将这座剧场建在战神广场 ，位于将罗马城与罗马领地分隔开来的圣地之外。 庞培还在剧场座位顶部附近建造了一座维纳斯胜利女神庙；庞培随后声称他“并不是建造了一座剧场，而是一座维纳斯神庙，只不过我在上面加了剧场的台阶”。据德尔图良说，这样做是为了避免责难，但这很可能只是个玩笑。
关于这座剧院落成典礼的资料来源相互矛盾。普林尼记载其落成于公元前55年，即庞培第二次担任执政官的那一年。然而，格利乌斯保留了西塞罗的自由民蒂罗的一封信，这封信将落成典礼的日期定为公元前52年庞培第三次担任执政官；在信中，庞培请求澄清应该刻上“第三执政官”（consul tertio）、（consul tertium）然而，剧场的不同部分——剧场本身、竞技场和毗邻的神庙——可能是在不同时期完工的。 
落成典礼上有两场演出：阿基乌斯的《克吕泰涅斯特拉》和 李维乌斯·安德罗尼库斯或格奈乌斯·奈维乌斯的《特洛伊人埃库奥斯》。著名悲剧演员伊索配斯被请来参加剧院的开幕演出。演出中还穿插着以珍稀动物为特色的角斗士比赛。 《克吕泰涅斯特拉》的演出为庞培提供了一个机会，让他重现公元前 61 年的三次胜利，将自己既表现为亚历山大大帝，又表现为阿伽门农。在庆祝活动中，城市周围还举行了其他活动，包括音乐和体操比赛以及赛马。

### 后庞培时代和罗马帝国
公元前48年，庞培在罗马内战（公元前49-45年）中战败并遭暗杀后，凯撒在剧场庆祝在非洲战胜庞培的军队。剧场本身也是凯撒遇刺的地点。当时，由于元老院正在翻修，罗马元老院一直在使用其他场所开展事务。
四十年来，庞贝剧院一直是罗马唯一的永久性剧院，直到公元前13年，小卢修斯·科尼利厄斯·巴尔布斯在战神广场建造了巴尔布斯剧院。尽管如此，庞贝剧院凭借其辉煌的气势和规模，一直是罗马主要的戏剧演出场所。事实上，庞贝剧院在其整个发展过程中都经常被认为是首屈一指的剧院。为了与这座伟大的剧院建立联系，其他人也在庞贝剧院及其周边地区建造了自己的剧院。这最终促成了真正意义上的剧院区的建立。
公元前 32 年，屋大维修缮了剧场，把庞培（凯撒被谋杀的地方）的雕像从库里亚移到了竞技场。剧场在公元 21 年被烧毁，之后提比略重建了被毁的部分。在重建期间，根据元老院的命令，在剧场中树立了塞雅努斯的雕像，但这尊雕像在塞雅努斯倒台后消失了。提比略的修复工程在卡利古拉统治时期完成，但由克劳狄一世主持落成典礼。20在克劳狄一世修复期间，他的名字——与提比略的名字一起——被刻在庞培的名字旁边。
门廊和剧场保存了几个世纪。公元前 32 年，屋大维修复了部分建筑群；公元 21 年，提比略发起了对被大火烧毁的剧场部分的重建，重建工作在卡利古拉统治时期完成。克劳狄乌斯重新奉献了维纳斯胜利女神庙；公元 66 年，尼禄为迎接提里达底斯的到访，将神庙内部镀金。 公元 80 年，竞技场在一场大火中被烧毁，后由图密善修复。塞普蒂米乌斯·塞维鲁统治时期又进行了进一步的修复；碑文中记载，一位名叫奎努斯·阿西利乌斯·富斯库斯的人被认定为庞贝剧院的行政长官。公元 247 年，大火再次发生，后来在戴克里先和马克西米安皇帝、霍诺留和阿卡狄乌斯皇帝统治时期又进行了修复，后来由叙马库斯修复。
一份编纂于 4 世纪末的目录记载，该剧场的座位容量为 22,888 人。 1992 年出版的《古罗马新地形词典》对容量进行了现代估计，认为其容量为 11,000 人。公元 476 年西罗马帝国灭亡后，庞贝剧场仍在使用。罗马城被东哥特王国统治后，该建筑在公元 507-511 年间再次进行了翻修。 然而，这次翻修是它的最后一次。在破坏性的哥特战争（535-554 年）之后，罗马人口急剧下降，不再需要大型剧场。因此，剧场只能任其衰败。

### 从中世纪到现在

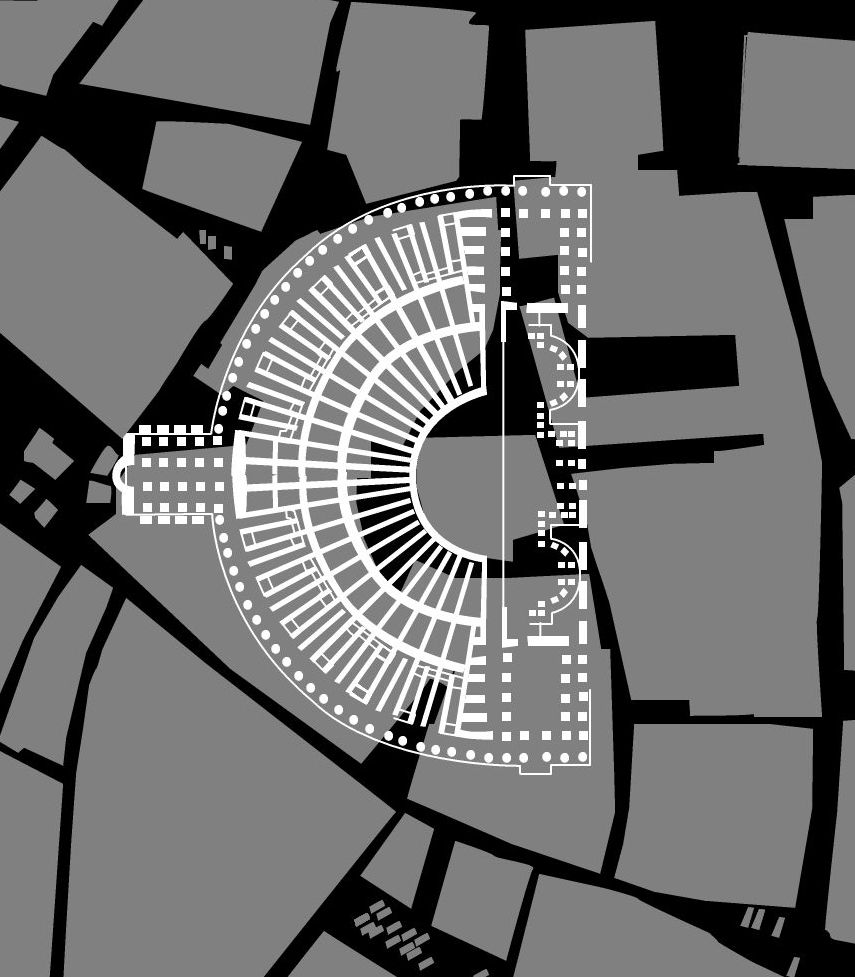
灰色的现代罗马图形和白色的剧院覆盖图

在中世纪早期，剧院的大理石覆盖层被用作维护其他建筑的材料。由于地处台伯河附近，该建筑经常遭到洪水侵袭，造成了进一步的损坏。尽管如此，建筑的混凝土核心在公元 9 世纪仍然屹立不倒，因为当时的朝圣者指南仍将此地列为剧院。到了 12 世纪，建筑物开始侵占遗址；两座教堂，圣巴巴拉教堂和格罗塔平塔的圣玛丽亚教堂建在遗址上，后者可能建在剧院的一条通道上。然而，旧剧院的平面图仍然可以辨认。  1140 年，一个来源将这处遗址称为庞贝剧院，而另一个来源则将其称为“克涅斯庞贝神庙”。据说，约翰尼斯·德·切卡于1150年将一座圆形建筑（即剧院的曲线）卖给了奥尔西尼家族的一位祖先。1296年，奥尔西尼家族将剧院的旧址改建成了一座堡垒。中世纪后期，鲜花广场建成，剧院的剩余部分被采石场用作许多新建筑的石材，这些新建筑至今仍存在于现代罗马。
如今，剧院已所剩无几，因为其建筑遗迹已完全被鲜花广场和银塔广场之间的建筑所包围。剧院保存最完好的部分位于文书院宫，该宫殿使用了大量来自剧院的骨色石灰华作为外墙。庭院中使用的红色和灰色大柱子来自剧院上层有盖座位的门廊；然而，它们最初是从剧院拆下来用于建造旧圣洛伦佐大教堂的。虽然剧院本身已不复存在，但建筑本身的印记仍然可以察觉；今天可以从鲜花广场向东穿过奥西尼·皮奥·里盖蒂宫追溯到剧院的半圆形结构。靠近基亚瓦里大道的平塔洞窟大道的路径也大致遵循了剧院原始舞台的轮廓。在鲜花广场建筑物地下室和酒窖的深处，仍然可以看到剧院墙壁和地基的拱门和碎片。皮奥宫的平面图还显示，剧院的许多支撑辐条被重新用作新房间的墙壁。剧院废弃后留下的拱门甚至导致了前面提到的圣玛利亚石窟（Santa Maria di Grotta Pinta，意为“彩绘石窟”）的名字。

## 挖掘与研究
乔瓦尼·巴蒂斯塔·皮拉内西创作的《庞贝剧场现存遗迹展示》（左）和《庞贝剧场的遗迹》（右）。这两幅颇具想象力的版画展现了如果在废墟上建造的建筑被拆除，18世纪中期剧场的面貌。
乔瓦尼·巴蒂斯塔·皮拉内西是最早绘制剧院遗址的人之一，他创作了两幅著名的蚀刻画，描绘了18世纪中叶的剧院。第一幅名为《庞贝剧院现存遗迹展示》（Dimonstrazione del Odierno Avanzo del Teatro di Pompeo），从俯视和横截面两个角度展示了废墟的景象。这幅画表明，这座18世纪曾经辉煌的建筑，如今仅存的只是靠近管弦乐队（或称观众席）的部分座位。皮拉内西特别指出，观众进入剧院的四扇大门Vomitorium仍然保留了下来。然而，建筑的大部分高度早已被拆除。
另一幅名为《庞贝剧场遗迹》的蚀刻画展现了该建筑更具艺术感的视角。这幅面向东南的蚀刻画推测，现存的剧场入口（ima cavea）在西侧被分割开来，那里原本是通往维纳斯神庙的古代楼梯所在地。这幅画还清晰地展示了一个残存的拱形结构，该拱形结构原本支撑着中厅（media）和大剧场入口（summa caveae）。皮拉内西的绘画似乎主要基于他所能想象的范围，例如在“庞贝剧场现存遗迹展示”的图例中，他明确提到，这些蚀刻画描绘了如果现代建筑从遗址移除，剧场将会是什么样子。

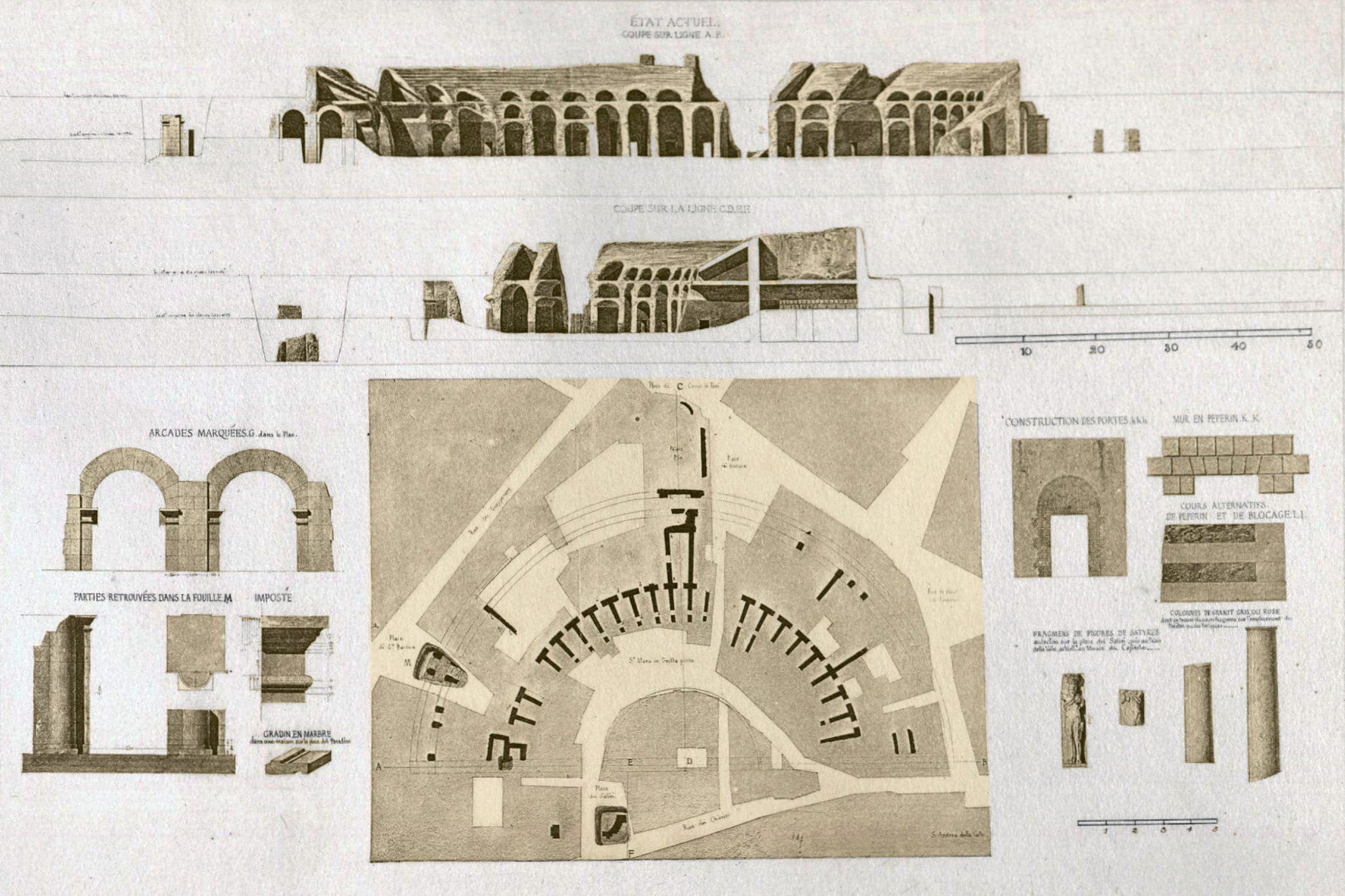
维克托瓦尔·巴尔塔尔（Victoire Baltard）于1837年绘制的剧院考古平面图。中央部分为遗址的俯视图。顶部是两张横截面图，展示了剧院的残存部分。

路易吉·卡尼纳是第一位对剧院进行认真研究的人。卡尼纳考察了他所能找到的所有遗址，并将这些信息与维特鲁威对罗马剧院的著名描述相结合，从而绘制出剧院的施工图。1837年晚些时候，维多利亚·巴尔塔尔（Victoire Baltard）利用卡尼纳的研究成果以及从《城市规划图》（Forma Urbis）中收集到的信息，构建了更为精细的规划方案。与之前的皮拉内西（Piranesi）一样，巴尔塔尔也绘制了一幅草图，描绘了一旦遗址完全挖掘出来后的样子。

## 描述
该建筑及其连接的四廊具有多种用途。该建筑拥有罗马所有剧院中最大的地下剧场。这个区域位于舞台后方，周围有围墙，供观众在演出间隙散步、购买茶点，或只是躲进有顶的柱廊里躲避日晒雨淋。

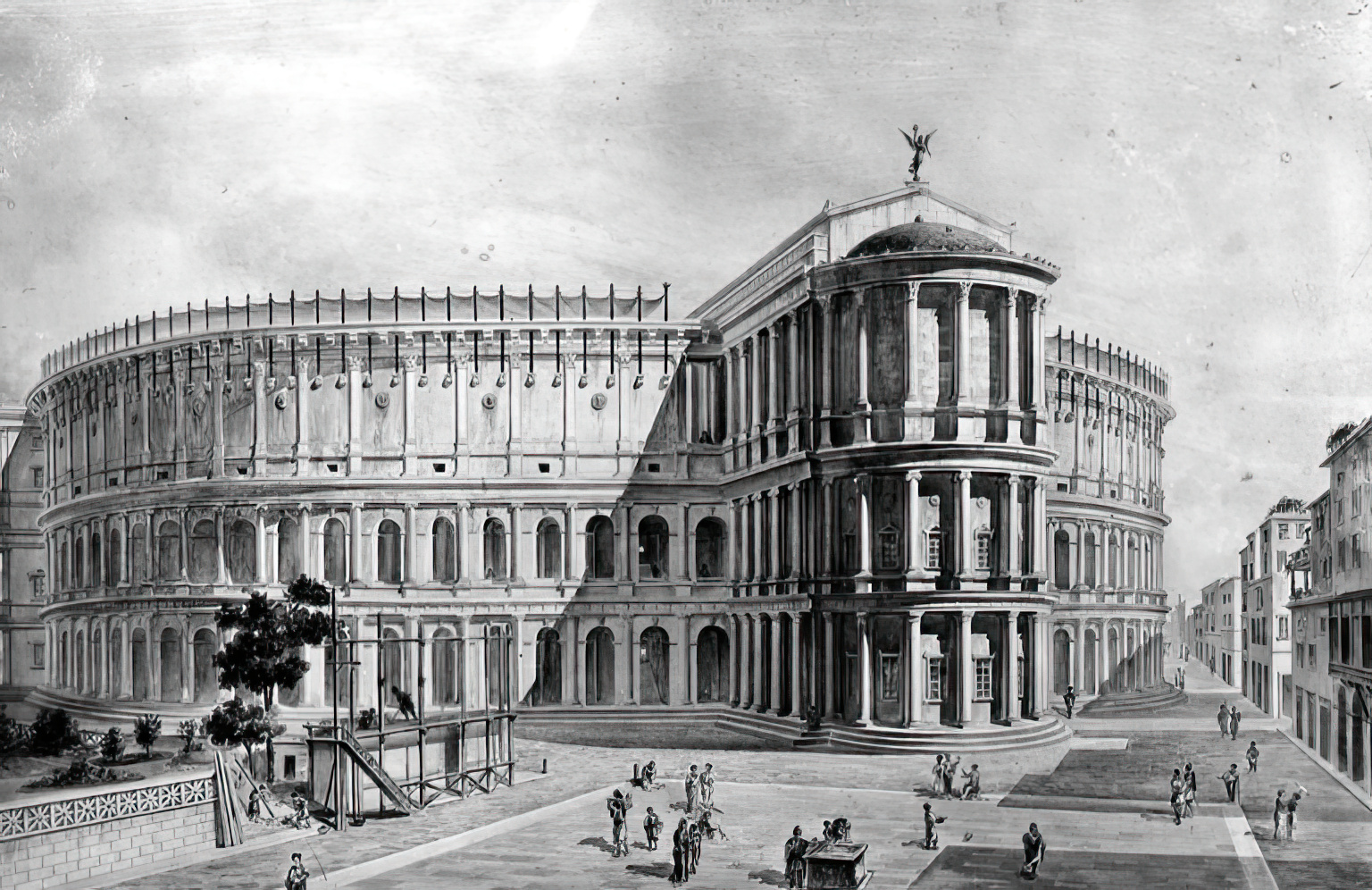
1911 年庞贝剧院的插图，最初建于战神广场

庞贝城门廊内矗立着伟大艺术家和演员的雕像。长长的拱廊展出着绘画和雕塑藏品，以及一个适合举办公共集会和会议的宽敞空间，这些都使这里因多种原因吸引了罗马人。华丽的喷泉由从附近渡槽购买并储存的水供水。目前尚不清楚这些水源是否足以维持自来水厂每天运行数小时以上，还是有其他水源使喷泉几乎不间断地喷涌而出。
在银塔广场上可以看到四廊东侧的遗迹，以及四座早期神庙中的三座，这些神庙通常与剧院有关。第四座神庙大部分被罗马的现代街道覆盖。这个考古遗址是在 20 世纪 20 年代和 30 年代由墨索里尼下令发掘的。 剧院本身的少量遗迹可以在 （Via di Grotta Pinta） 地下找到。原始剧院的地窖可以在这条街上餐馆的地下室里找到，也可以在 （Albergo Sole al Biscione) 酒店的墙壁上找到。剧院的地基以及第一层和观众席的一部分仍然存在，但由于过度建设和扩建而变得模糊不清。几个世纪以来的过度建设导致剧院主体结构的残骸被纳入现代建筑中。

### 建筑学

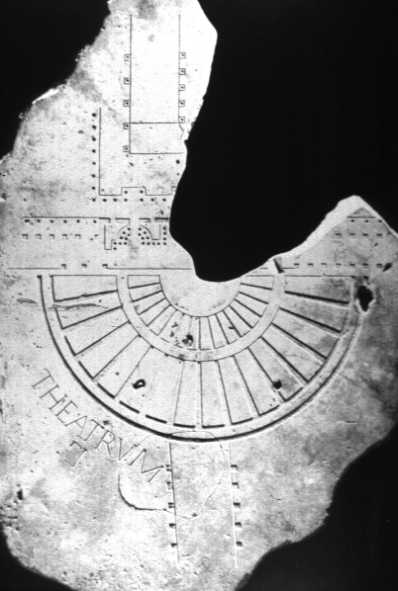
罗马塞维鲁地图的第 32 幅图展示了庞贝剧院。

罗马剧院的特点与其所基于的早期希腊剧院相似。然而，罗马剧院也有一些独特的特点，例如，它们建在自有的地基上，而不是土制建筑或山坡上，而且四面完全封闭。
在此之前，罗马城墙内从未有过永久性剧院。剧院和圆形剧场都是临时的木结构建筑，可以快速组装和拆卸。建造永久性石结构的尝试总是被政治人物阻止，或者根本无法完全实现。
据说，庞培是在参观莱斯博斯岛米蒂利尼的希腊剧场时受到启发，建造了自己的剧场。该建筑可能是古罗马广场的对应建筑。这座建筑的建成也可能促使了帝国广场的修建。 尤利乌斯·凯撒在建造广场时，效仿了庞培使用战利品来展示和颂扬自己的胜利，而这一做法又被后来的皇帝们效仿。将结合寺庙建筑的公共空间用于个人政治野心的做法，是效仿苏拉及其前辈的做法。利用宗教协会和仪式来颂扬个人并进行政治宣传，是试图塑造公众形象。
混凝土和石头地基的使用使得独立的罗马剧院和圆形剧场得以建造。
剧院的舞台和前场部分直接与观众席相连，使两者成为一个四周封闭的单一结构，而希腊剧院则将两者分隔开来。观众席（观众座位区）直径约为 150-160 米；前场直径约为 95 米。这就产生了声学问题，需要采用不同的技术来解决。
这种建筑风格后来成为罗马乃至整个帝国几乎所有剧院的典范。采用类似风格的著名建筑包括马塞勒斯剧院和巴尔布斯剧院，这两座建筑都出现在罗马的大理石平面图上。

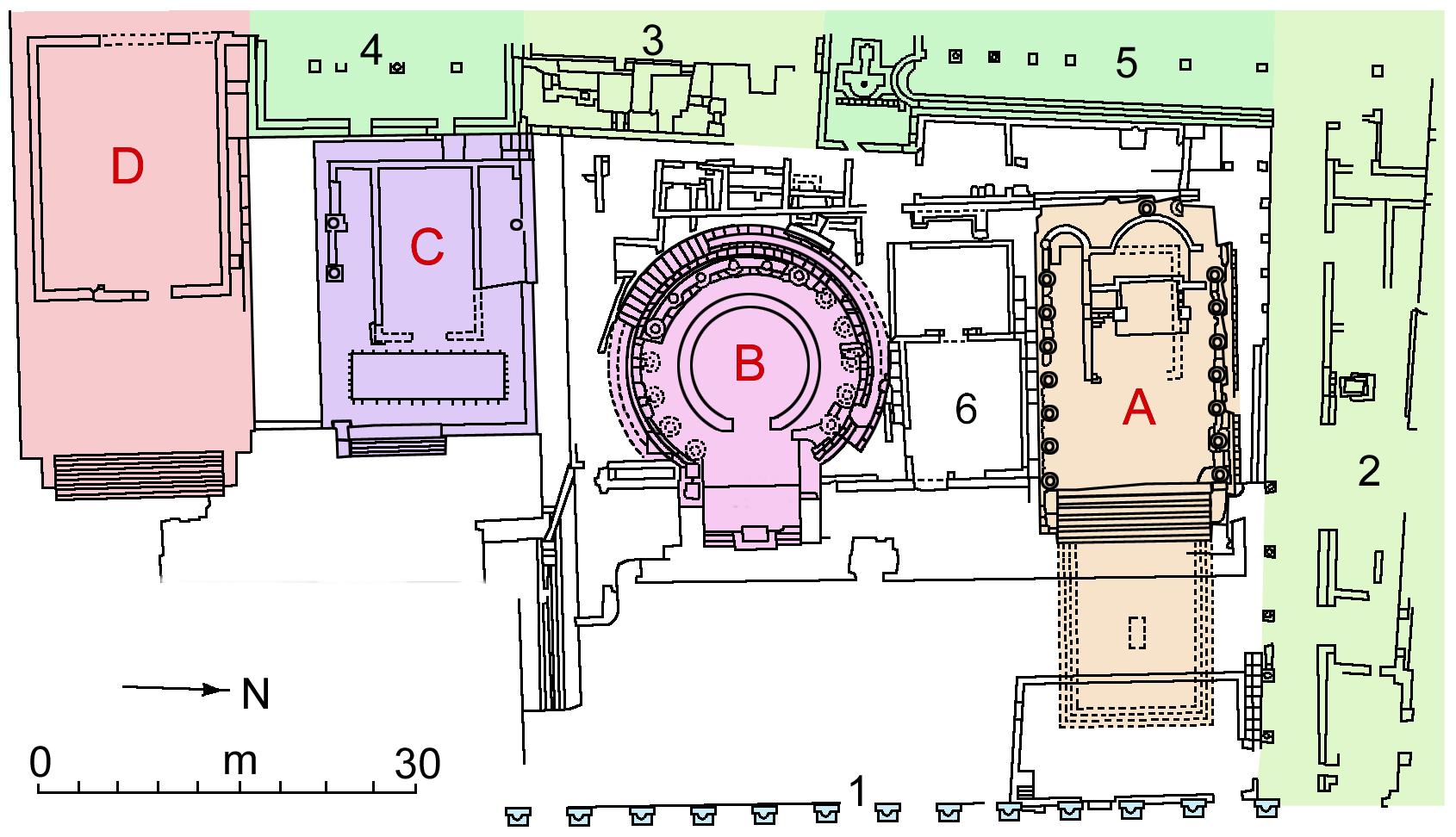
“圣地”里的寺庙

### 相关寺庙建筑群
为了将剧场建成一座永久性的石砌建筑，庞培做了许多工作，包括在城墙外修建建筑。他将剧场献给维纳斯·维克特里克斯，并在洞穴中央建造了神庙，使这座建筑成为他个人神祇的大型圣殿。他还将四座早期共和时期的神庙并入了一个名为“圣区”的区域，即如今的银塔广场。整个建筑群直接建在老区，而老区则主导了建筑的布局。通过这种方式，这座建筑拥有了日常的宗教背景，并将一系列古老的神庙融入到新的建筑中。
A 神庙建于公元前 3 世纪，可能是盖乌斯·卢塔提乌斯·卡图卢斯在公元前 241 年战胜迦太基人后建造的朱图尔纳神庙。后来，它被重建为一座教堂；它的后殿至今仍存在。
B神庙是一座圆形神庙，仅存六根柱子，由昆图斯·卢塔提乌斯·卡图卢斯于公元前101年为庆祝其战胜辛布里而建造；它名为“幸运女神” ，是一座供奉“今日好运”的神庙。在考古发掘中发现的巨型雕像现藏于卡比托利欧博物馆，正是女神本人。只有头部、手臂和腿部由大理石制成，其余部分则由青铜铸造，因为雕像的衣裙已覆盖。
C神庙是四座神庙中最古老的一座，其历史可追溯到公元前4世纪或3世纪，可能供奉着古代意大利生育女神费罗尼亚。公元80年的大火之后，这座神庙得到了修复，神庙内部的黑白马赛克图案便是此次修复的成果。
D 神庙是四座神庙中最大的一座，其历史可追溯到公元前 2 世纪，在共和后期进行了修复，供奉的是拉雷斯·佩尔马里尼(Lares Permarini )，但目前只有一小部分被挖掘出来（大部分被街道覆盖）。

## 外部連結
- The Pompey Project （页面存档备份，存于）
- The Theatre of Pompey （页面存档备份，存于）
- Theatrum Pompei at LacusCurtius （页面存档备份，存于） (article in Platner's Topographical Dictionary of Ancient Rome)
- The Temple above Pompey's Theatre （页面存档备份，存于） (CJ 39:360‑366)
- Pompey’s Politics and the Presentation of His Theatre-Temple Complex, 61–52 BCE （页面存档备份，存于）
- theaterofpompey.com （页面存档备份，存于）
- Roma Online Guide （页面存档备份，存于）

41°53′42″N 12°28′26″E / 41.895°N 12.474°E